# Rotslöjd
Rotslöjd är ett gammalt hantverk som förekommit och fortfarande förekommer i många kulturer världen över.
I Sverige har rotslöjd varit vanligast i norra Sverige. Vanliga föremål har varit saltflaskor och förvaringskorgar för ostar och bröd. I Sverige används framförallt rötter av björk, men även rötter av gran, tall och sälg har använts.
Såkorgar i rotslöjd har förekommit i Jämtland-Medelpad och norr därom samt i Dalsland och Värmland. I Mellan- och Sydsverige är förningskorgar det vanligaste rotarbetet. I Mellansverige och södra Norrland har kolfat, handtagskorgar, sängkorgar och fiskekorgar flätats av granrot.
Några andra områden där rötter varit vanliga som material för korgtillverkning är hos haida, tlingit och andra nordvästkustindianfolk i Kanada (granrötter), hos chinooker i nordvästra USA (cederrötter), i Kavango och Caprivi i Namibia och bland lozi i Västra provinsen i Zambia (makengeträdets rötter).

## Samisk rotslöjd
Samerna har slöjdat med rot sedan 1500-talet, då bruksföremål utan mönster tillverkades. Rot användes bland annat för formar för renost, som var en handelsvara i utbytet med andra nordbor. Sådana korgar måste hålla trycket när vasslan pressas ur. Även rotarbeten i sig var en viktig handelsvara.
I Sverige var den samiska rotslöjden på nedgång under första hälften av 1900-talet. Asa Kitok var då en av dem som upprätthöll traditionen och också utvecklade rotkonsten. Förutom bruksföremål tillverkas smycken av rot.
Rötter insamlas under sommar och höst, framför allt på myrar eller vid vindfällda trädstammar. De skrapas rena från bark och torkas, för att sedan läggas i vattenbad omedelbart före användning.
Granrötter användes förr för att tvinna ruttningsmotståndskraftiga rep av, bland annat för notfiske. Korgar har bundits för att förvara ömtåliga saker i ackjor eller klövjade.